# Loeser & Richter

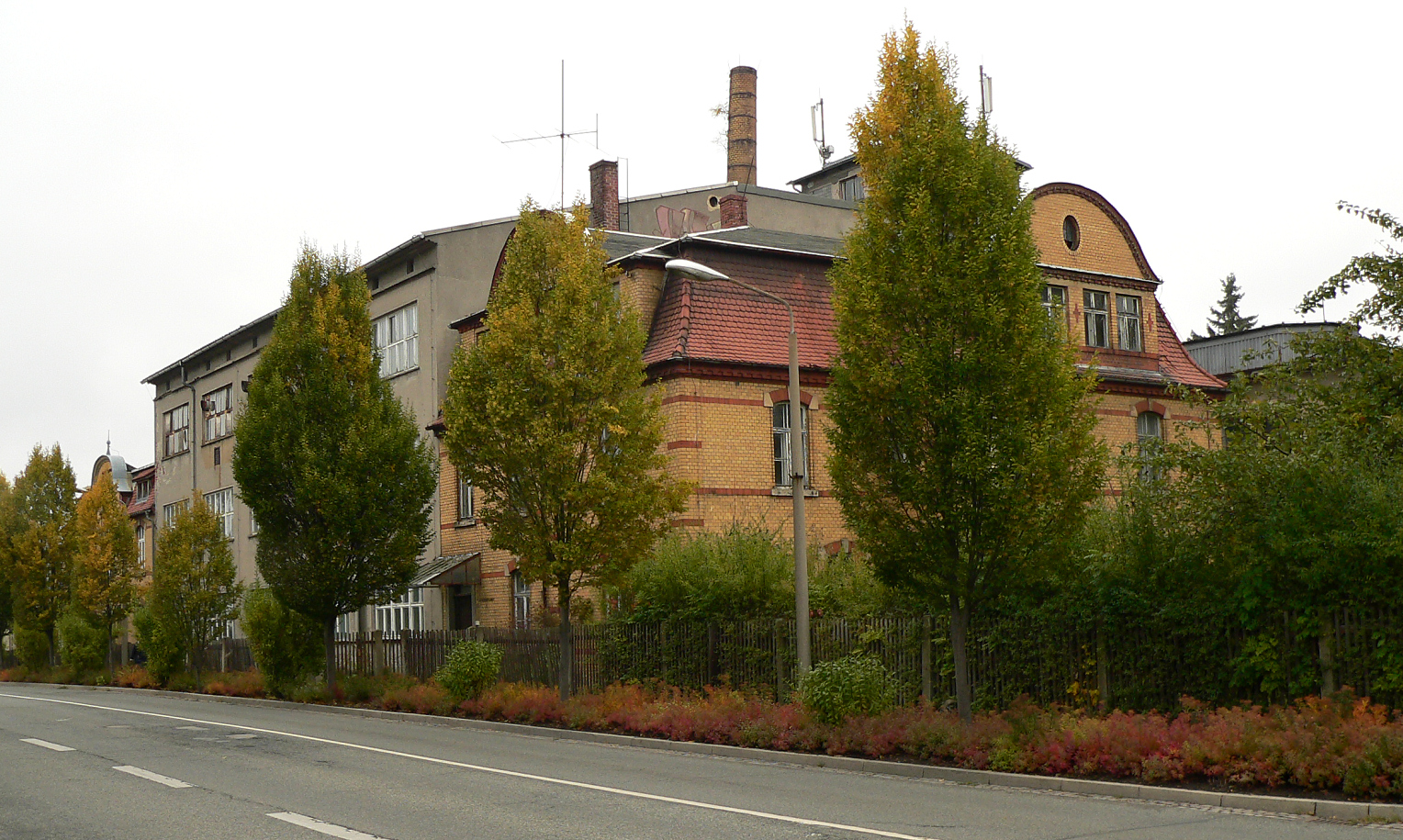
Fabrikgebäude von Loeser & Richter in Löbau

Loeser & Richter war ein deutsches Unternehmen der Lebensmittelindustrie mit Sitz in der sächsischen Stadt Löbau, das unter der Marke „Anker“ Nudeln produzierte. Als erste Nudelfabrik verpackte es seine Erzeugnisse in Cellophan. Vor dem Zweiten Weltkrieg belieferte das Unternehmen auch den US-amerikanischen Markt. Die Geschichte des Unternehmens steht in engem Zusammenhang mit dem Bau des Hauses Schminke in Löbau, eines bedeutenden Baudenkmals der Klassischen Moderne in Deutschland.

## Unternehmensgeschichte

### Die ersten Jahre
Die Gesellschaft Woldemar Loeser & Co. wurde mit der Unterzeichnung des Gesellschaftsvertrags am 5. März 1874 von dem Dresdner Kaufmann Georg Woldemar Loeser und dem Gutsbesitzer und Kaufmann Stephan von Keszycki aus Ilgen gegründet. Bereits im Folgejahr, am 20. Oktober 1875, schied Stephan von Keszycki als Kompagnon aus. Neuer Gesellschafter wurde am 23. Oktober 1875 der Löbauer Rentier Herrmann Lange. Auch dieser schied ein Jahr später, am 2. Oktober 1876, wieder aus dem Unternehmen aus. Neuer Gesellschafter wurde nun der Löbauer Kaufmann Julius Richter. Erst dadurch entstand die bis 1946 geführte Firma des Unternehmens Loeser & Richter. Woldemar Loeser starb im Alter von 41 Jahren am 23. November 1888 in Löbau.

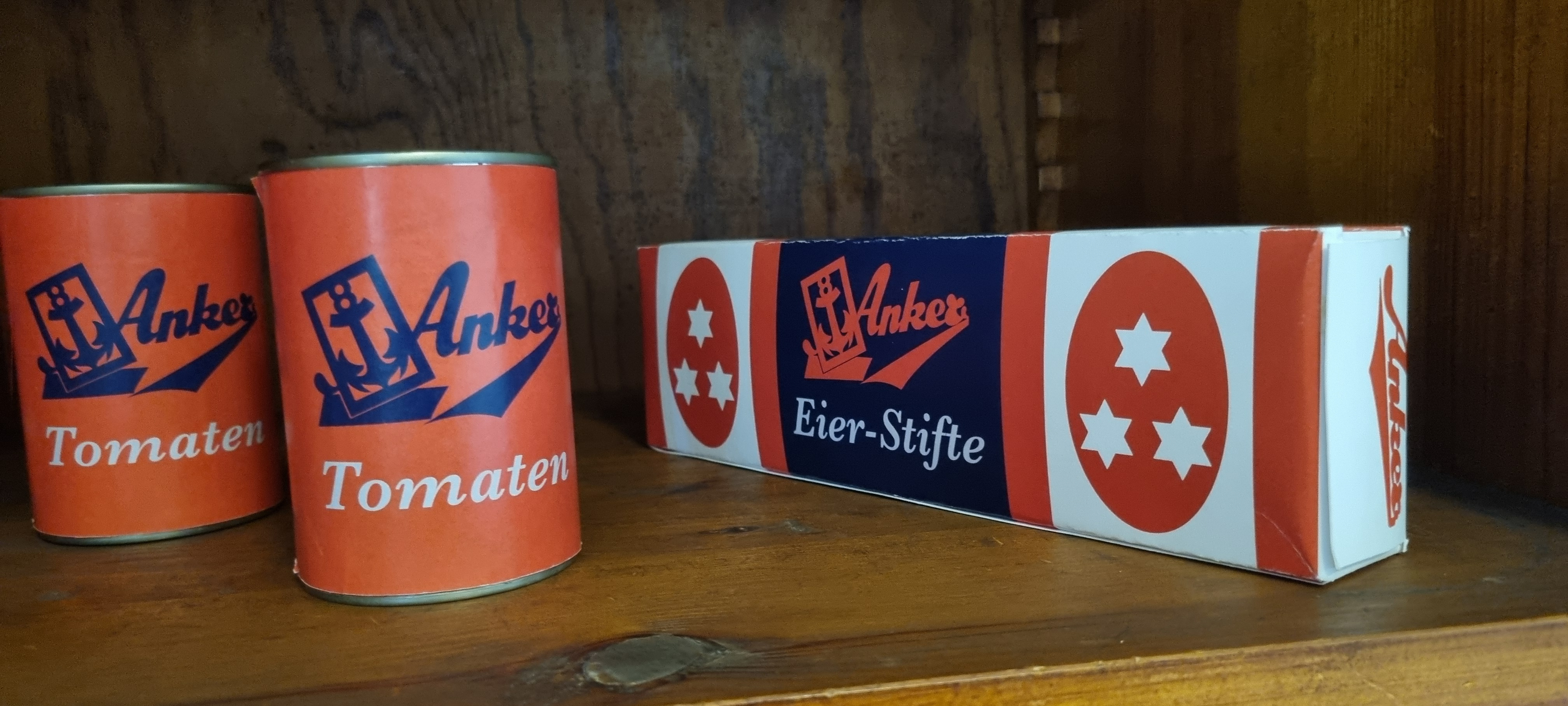
Ehemalige Produkte der Marke Anker

Schon 1881 bekamen die Teigwarenprodukte die Schutzmarke Anker, unter der die Löbauer Nudeln weltbekannt wurden.
Im Jahr 1890 verfügte das Unternehmen mit der Rufnummer 42 bereits über einen von 44 Anschlüssen im Telefon-Ortsnetz Löbau.
Während das Unternehmen anfangs nur in gemieteten Räumen produzierte, beschäftigte es sich kurz vor der Jahrhundertwende mit dem Bau einer eigenen Produktionsstätte. 1899 erwarb es schließlich ein geeignetes Grundstück am Stadtrand und ließ darauf eigene Fabrikgebäude errichten, die am 28. März 1900 bezogen wurden.
Am 1. Juli 1908 wurde dem Löbauer Kaufmann Max Richard Urban Prokura erteilt.

### Verkauf an Wilhelm Schminke

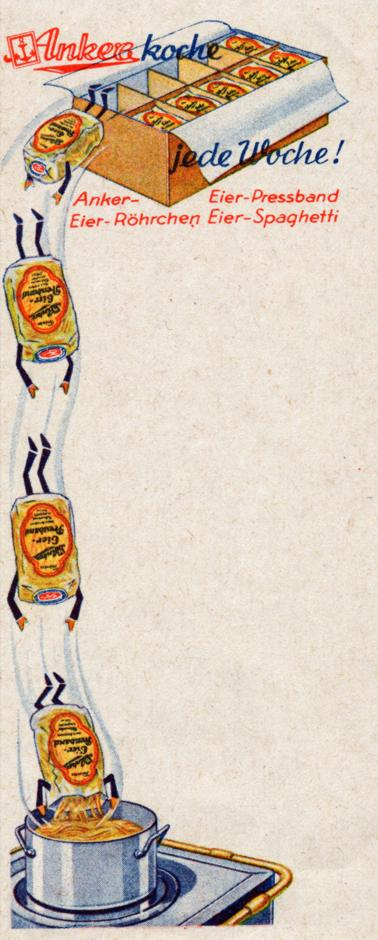
Einkaufszettelblock als Werbebeigabe, ca. 1920

Vermutlich kam der Glauchauer Textilfabrikant Wilhelm Schminke mit dem Unternehmen in Kontakt, als es im Juni 1904 am Glauchauer Gastwirtstag teilnahm. Kurze Zeit später, am 4. Juli 1904, kaufte er von Julius Richter dessen Geschäftsanteile. Da die bisherigen Absatzmärkte im Ausland zunehmend unrentabel wurden, bemühte sich Wilhelm Schminke zunächst verstärkt um eine Expansion auf dem einheimischen deutschen Markt. Nur so konnte er den Weiterbestand des Unternehmens sichern. Mit geschickten Werbestrategien trug er dazu bei, der Nudel neben der Kartoffel einen festen Platz in deutschen Küchen zu sichern. Wilhelm Schminke war sich darüber im Klaren, dass der deutsche Markt nur mit den besten Qualitäten zu erschließen sei. So stellte er die Produktion auf Grieß um, wie dies bereits einige größere süddeutsche Fabriken getan hatten. Der wirtschaftliche Aufschwung, der vor allem aus dem immer größeren deutschen Kundenkreis herrührte, kam mit dem Ersten Weltkrieg ins Stocken. Die staatlichen Behörden erkannten aber bald die Vorzüge der Teigwaren für die Truppenverpflegung, nachdem schon ein im Sommer 1906 eingegangener größerer Auftrag des Reichsfiskus für die Belieferung der Schutztruppe in den deutschen Kolonien erfüllt wurde. Der größer werdende Absatz ermöglichte, dass das Unternehmen weiter ausgebaut und modernisiert werden konnte.
So beteiligte sich das Unternehmen zwischen 1919 und 1920 auch an Planungen für den Bau eines Entladegleises in der Bautzener Vorstadt, das gemeinsam mit anderen Unternehmen gebaut und genutzt werden sollte. Wegen der damaligen Inflation stieg es jedoch 1920 aus dem Projekt aus.

### Modernisierung unter Fritz Schminke

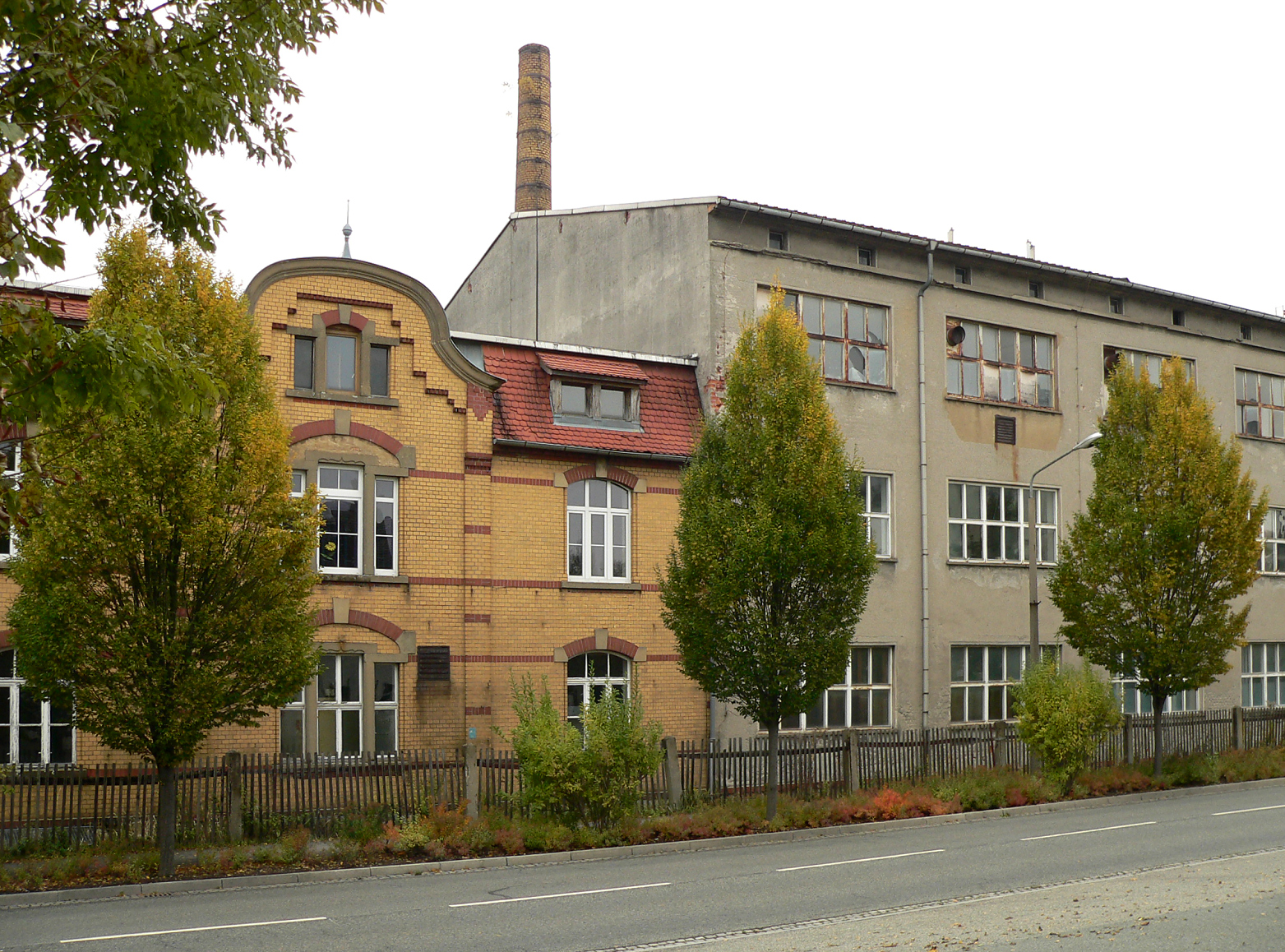
Straßenfront der Fabrik

Nach dem Tod Wilhelm Schminkes am 28. April 1920 übernahm sein ältester Sohn Fritz im Frühjahr 1920 offiziell die Leitung des Unternehmens, die er schon seit 1918 kommissarisch innehatte. Er gestaltete das Unternehmen Loeser & Richter systematisch zum Hersteller von Markenprodukten um. So ließ er nur noch einheitlich ausgerichtete Faltschachtel-Verpackungen in den Farben Blau und Orange verwenden, teilweise mit Sichtfenstern. Die neuen Verpackungsmaschinen ermöglichten, dass Loeser & Richter zu den ersten deutschen Nudelfabriken gehörte, die ihre Produkte in Cellophan verpackt auf dem Markt anboten.
Nachdem Fritz Schminke sich vom Architekten Hans Scharoun sein privates Wohnhaus hatte errichten lassen, beauftragte er diesen auch mit Planungen für den Um- und Ausbau der Fabrikgebäude. So wurde in den Jahren 1934 und 1935 die Fabrikfassade an der Äußeren Bautzener Straße großflächig umgestaltet. Zum damals beabsichtigten vollständigen Umbau der Fabrik kam es nicht, zunächst infolge finanzieller Zwänge und später wegen des Ausbruchs des Zweiten Weltkriegs.

### Soziales Engagement
Schminke investierte in zahlreiche Verbesserungen für die Belegschaft, etwa in Sanitäranlagen mit Duschen und Spülklosetts, in eine Betriebsküche mit Kantine, in ein Pausengarten, aber auch in eine Betriebsbibliothek und in eine Ausleihstation für Urlaubsutensilien wie Ferngläser, Zelte und Wanderkarten. Derartige soziale Verbesserungen auf betrieblicher Ebene waren seit den 1920er Jahren verbreitet, sie dienten der Motivation und der Bindung der Belegschaft an das Unternehmen. Auch Betriebsausflüge mittels Autobus wurden organisiert. In Schminkes humanistischem Weltbild war jeder einzelne Mitarbeiter ein gleichwertiger Mensch und nicht etwa bewegliches Kapital. Dies belegt auch die Tatsache, dass im Nationalsozialismus die Fabrikmitarbeiter „Anker-Familienkreis“ genannt wurden. Diese Bezeichnung erfolgte in bewusster Abkehr von der Terminologie der Nationalsozialisten, die die Belegschaft „Gefolgschaft“ nannten.
Bei Ausbruch des Zweiten Weltkriegs beschäftigte Loeser & Richter ca. 280 Männer und Frauen. Die zum Kriegsdienst einberufenen „Ankerianer“ unterrichtete nun die „Anker-Feldpost“ über alle Neuigkeiten innerhalb und außerhalb der Fabrik und ihrer Belegschaft.

### Unternehmenszeitschrift
Von 1934 bis 1939 wurde die hauseigene Zeitschrift „Nach Ladenschluss“ für Kolonial- und Feinkosthändler herausgegeben und kostenlos verteilt. Das Blatt befasste sich in erster Linie damit, dem Einzelhandel Warenkunde, Verkaufskunde, Werbemöglichkeiten und Anregungen für die Umsatzsteigerung im Einzelhandel zu vermitteln. „Nach Ladenschluss“ erreichte eine Auflage von bis zu 10.000 Exemplaren.
Ab 1939 leitete Joachim Schminke, der jüngere Bruder Fritz Schminkes, das Unternehmen, nachdem sein Bruder zum Kriegsdienst einberufen wurde. Unter seiner Leitung stieg die Anker-Produktion kriegsbedingt nochmals stark an, da auch die Wehrmacht beliefert wurde. Weil sich das Fehlen der zum Wehrdienst einberufenen Mitarbeiter in der Produktion deutlich bemerkbar machte, wurde das Sortiment wesentlich reduziert.

### Situation zum Kriegsende
Mit Ende des Zweiten Weltkriegs unterband Mangel an Mehl zunächst jede weitere Nudelproduktion. Zur Beschäftigung der Belegschaft wurden deshalb vorübergehend Spielsachen und Handtaschen hergestellt. Erst ab Sommer 1945 kam mit Lohnaufträgen für die Rote Armee und einzelne Privatkunden die Produktion wieder in Gang. Dabei wurde abgeliefertes Mehl in Teigwaren umgerechnet (oft in Kleinstmengen bis 500 g). In den vorhandenen Trockenschränken wurde auch die Lohntrocknung von Obst und Gemüse aufgenommen.

### Enteignung
Am 1. Juli 1946 wurden die Brüder Fritz und Joachim Schminke enteignet. Wegen der Lieferung von Nahrungsmitteln an die Wehrmacht galten die Unternehmer in der Sowjetischen Besatzungszone als Kriegsverbrecher. Fritz Schminke selbst befand sich zu dieser Zeit noch in sowjetischer Kriegsgefangenschaft, aus der er erst im November 1948 entlassen wurde.

### Volkseigener Betrieb
Nach der Enteignung wurde die Löbauer Fabrik als Volkseigener Betrieb VEB Anker-Teigwaren betrieben. In den Nachkriegsjahren steigerte sich die Produktionsmenge allmählich wieder und erreichte schon 1948 den größten Warenausstoß seit Gründung der Fabrik. So wurde diese zum Ende der 1940er und Anfang der 1950er Jahre nochmals erweitert und modernisiert. 1953 wurde ein großer Gebäudeteil aufgestockt, wie schon 1934 geplant. Dieses Bauvorhaben erfolgte annähernd nach der Planung des Architekten Hans Scharoun.
Anfang der 1950er Jahre wurden zum zweiten Mal in der Betriebsgeschichte wieder in größerem Umfang Kleinpackungen unter der Marke Anker und in den althergebrachten Hausfarben Blau und Orange auf den Markt gebracht. Gleichzeitig wurde erstmals nach Kriegsende mit relativ hohem Aufwand die Beteiligung an der Leipziger Messe betrieben. Infolge von Umstrukturierungen der Planwirtschaft in der DDR wuchs das Unternehmen durch Zuordnung anderer Lebensmittelbetriebe zwar, allerdings hatte dies zunehmend zur Folge, dass notwendige Modernisierungs- und Werterhaltungsmaßnahmen im Stammwerk ausblieben. Die Produktionsmenge begann deshalb wieder zu sinken.

### Nach der Deutschen Wiedervereinigung

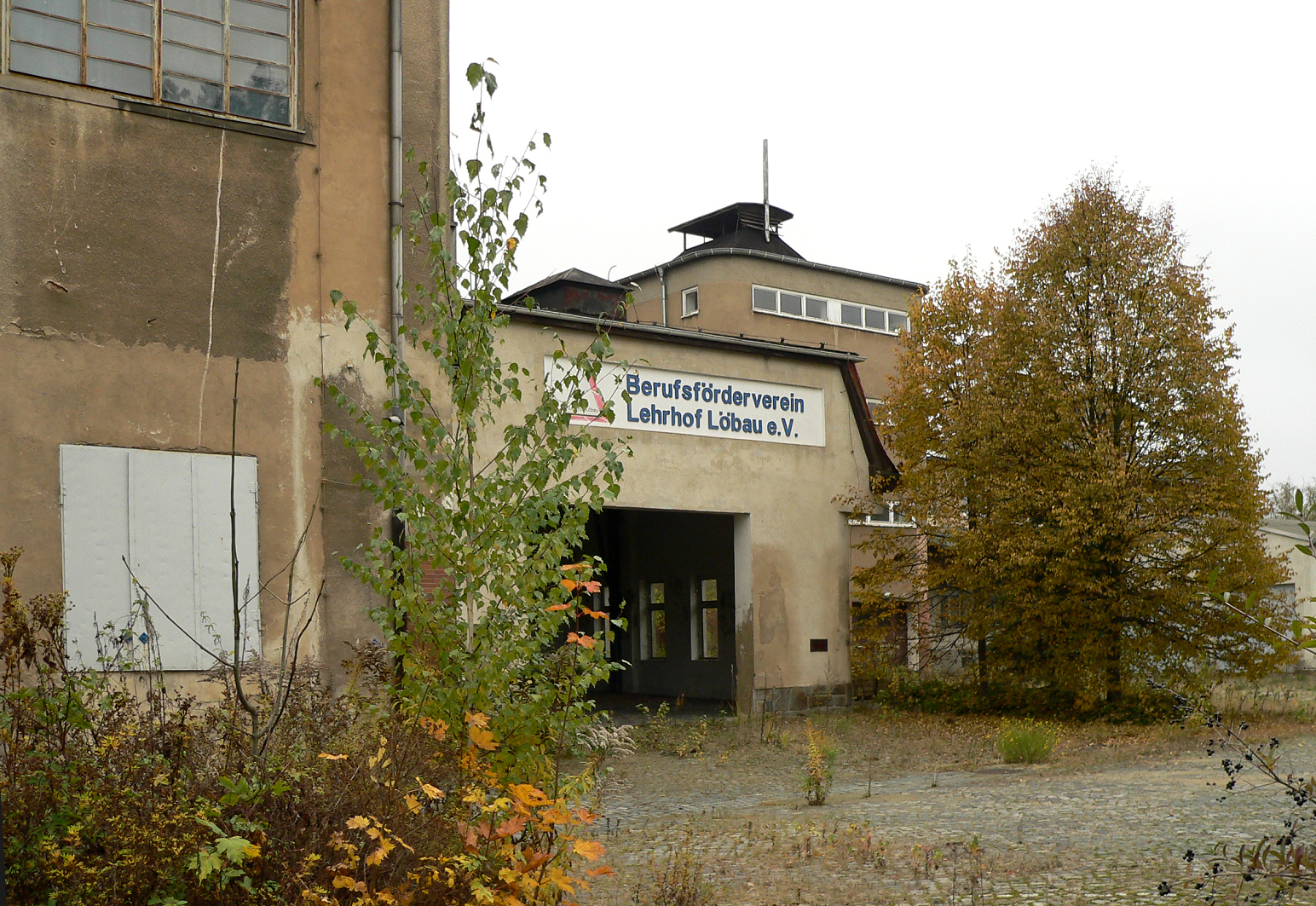
Hof des Fabrikgeländes

Nach der Deutschen Wiedervereinigung wurde die Anker-Teigwarenfabrik in eine GmbH umgewandelt. Durch die jahrelange verfehlte DDR-Wirtschaftspolitik war die Anker-Teigwarenfabrik jedoch nicht mehr wettbewerbsfähig und musste 1992 die gesamte verbliebene Belegschaft entlassen. Bemühungen der Familie Schminke, die Fabrik wieder in Familienbesitz zu überführen, scheiterten am politischen Widerstand der Betriebsleitung und am Fehlen von zielführenden Entscheidungen der Treuhandanstalt. 1992 wurde das Unternehmen liquidiert.
In den 1990er Jahren erwarb die Sipo Lehrbauhof GmbH die Fabrik, um sie zu einem Schulungs- und Ausbildungszentrum für Bauberufe auszubauen. Nach der Insolvenz dieses Unternehmens wurde der Lehrhof e. V. Mieter des Gebäudekomplexes. Der Verein zog am 31. Dezember 2010 aus dem Gebäude aus. Nachdem das wegen der Umbauten durch Hans Scharoun unter Denkmalschutz gestellte Gebäudeensemble mehrere Jahre leer stand und dem Verfall ausgesetzt war, ist es derzeit (2019) Eigentum der Stadt Löbau und soll zum Stadtmuseum ausgebaut werden.

## Produktpalette

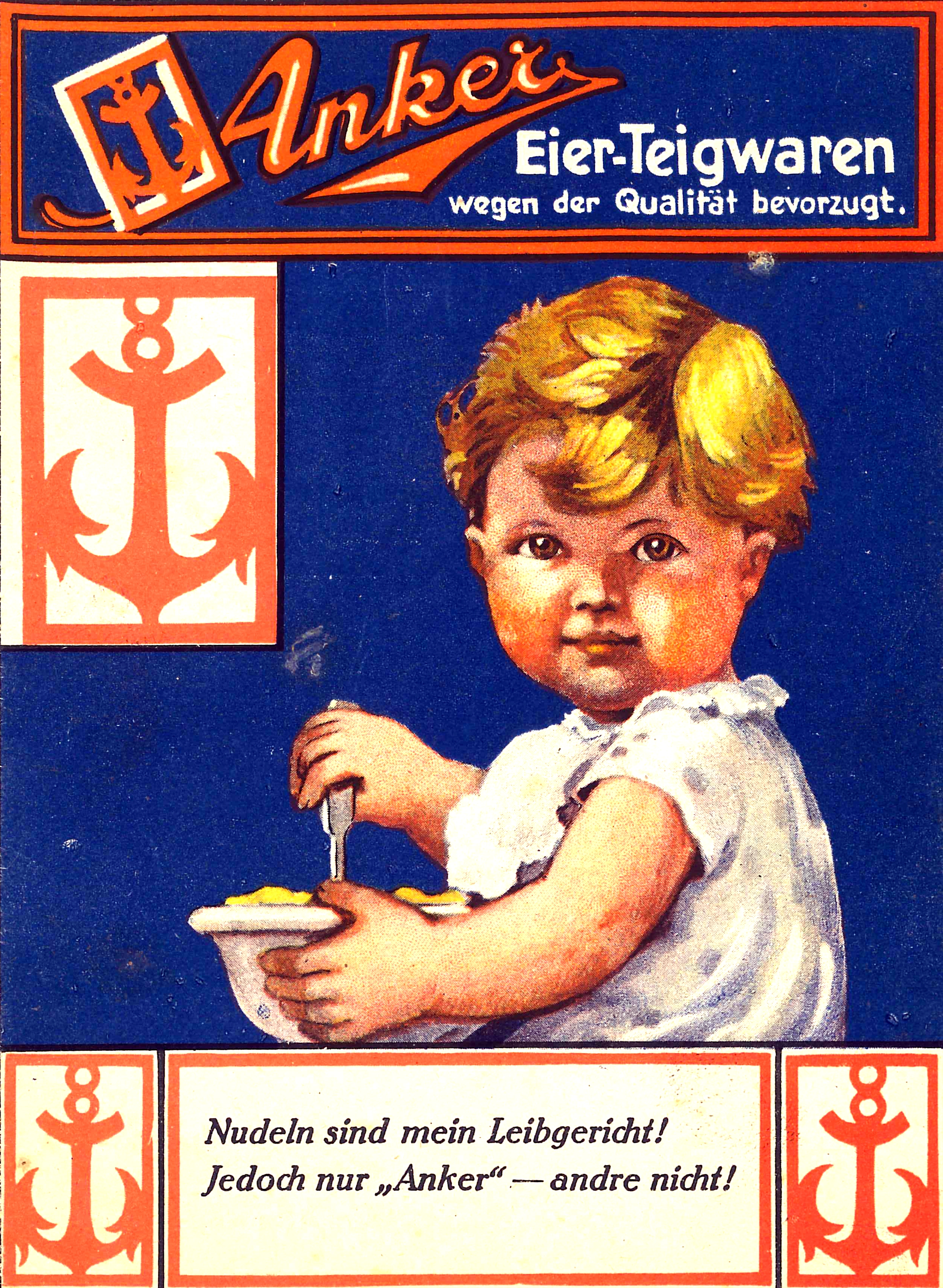
Werbeflyer von Loeser & Richter

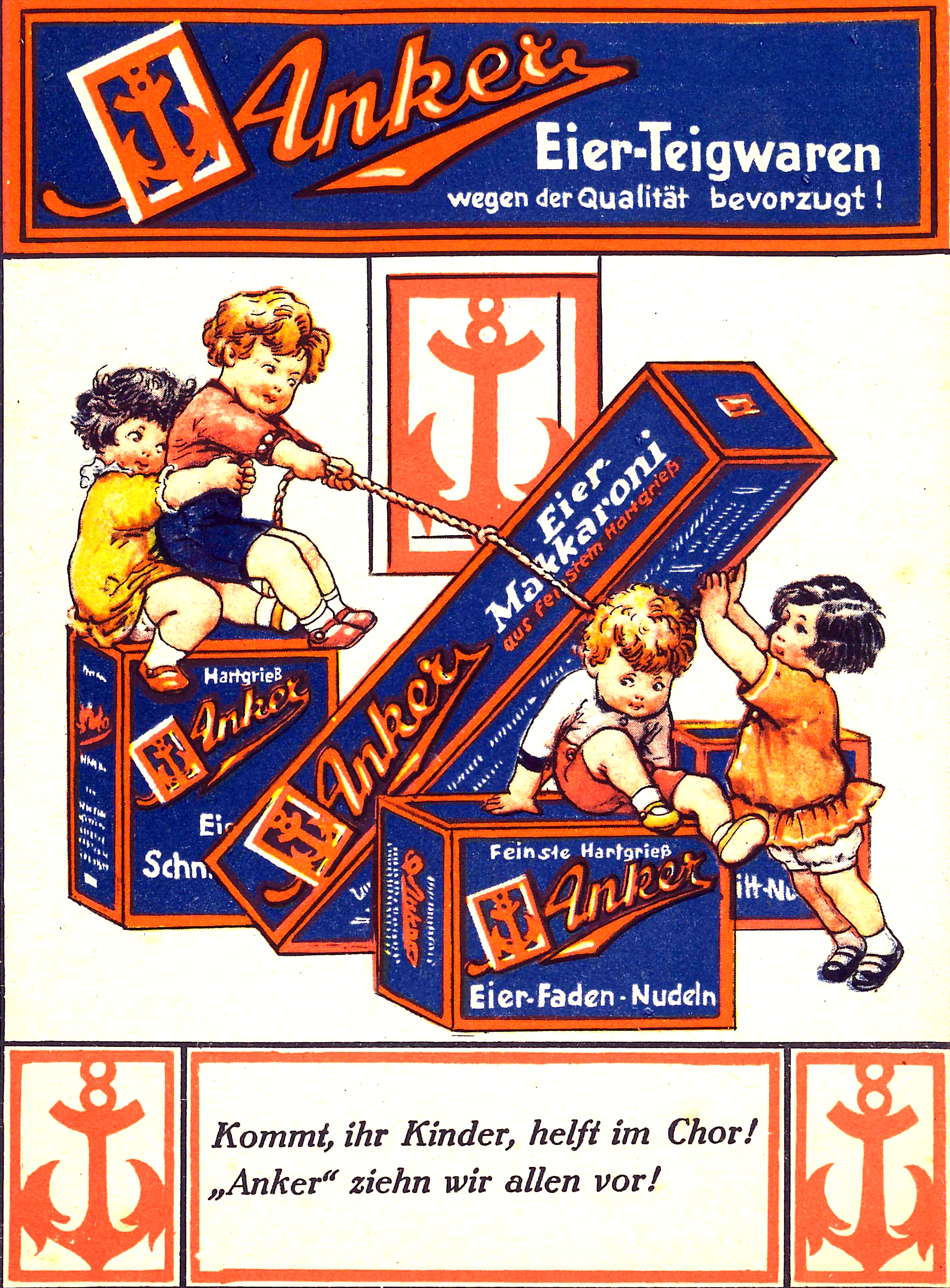
Werbeflyer von Loeser & Richter

Die Tagesproduktion von 15 Zentnern im Jahr 1904 konnte bis 1914 auf 100 Zentner gesteigert werden. Zum Ende des Ersten Weltkriegs betrug die Tagesleistung sogar 300 Zentner.
Ursprünglich wurden die „Anker“-Teigwaren unter Beimengung von Kartoffelmehl vor allem aus Weizenmehl hergestellt. Wilhelm Schminke führte 1904 zusätzlich auch die Produktion von Eier-Teigwaren ein. Dafür wurden neben normalen Haushuhn-Eiern auch Kiebitz-, Perlhuhn- und Minorka-Eier verarbeitet.
| Anker Eier-Faden-Nudeln     |
| Anker Eier Makkaroni        |
| Anker Eier Stifte           |
| Anker Eier Spaghetti        |
| Kiebitz Eier Maccaroni      |
| Minorka Feinste Eier-Nudeln |
| Perlhuhn Maccaroni          |

## Werbeslogans
- „Anker koche jede Woche!“ (ca. 1920)
- „Im neuen Jahr – auf jedem Tisch zum Alltag und bei Festen,
Spaghetti, Makkaroni frisch vom Anker – sind die besten!“ (1935)

## Auszeichnungen
- Juni 1904: Silberne Medaille auf dem Glauchauer Gastwirtstag[16]
- April 1905: Goldene Medaille auf der Internationalen Kochkunst-Ausstellung in Leipzig[17]
- 3. Oktober 1905: Ehrendiplom auf der Niederschlesischen Gewerbe- und Industrieausstellung in Görlitz[18]
- Januar 1906: Goldene Medaille auf der Internationalen Kochkunst-Ausstellung in Wien[19]
- Juli 1907: Goldene Medaille auf dem Gebiete der echten ungefärbten Eierteigwaren auf der Jubiläums-Bäcker-Ausstellung in Dresden[20]